# Мунье, Антони
Антони́ Мунье́ (фр. Anthony Mounier; 27 сентября 1987, Обена, департамент Ардеш, Франция) — французский футболист, полузащитник клуба «Панатинаикос».

## Карьера
С 11 лет занимался в футбольной школе лионского «Олимпика», в котором начал и профессиональную карьеру в 2007 году. Первый матч за основной состав в чемпионате сыграл 12 января 2008 года, выйдя на замену на 80-й минуте в матче против «Тулузы», в том же году, в составе команды, стал чемпионом и обладателем Кубка Франции. Всего провёл за «Олимпик» 17 матчей, в которых забил 2 гола. В августе 2009 года перешёл в клуб «Ницца», в составе которого дебютировал 13 сентября в выездном матче против «Осера».
Сыграл 4 матча за молодёжную сборную Франции.

## Достижения
- Чемпион Франции (1): 2007/08
- Обладатель Кубка Франции (1): 2007/08